# Man bara dör... eller historien om det lefvande liket
Man bara dör... eller historien om det lefvande liket (engelska: The Wrong Box) är en brittisk dramakomedi från 1966 i regi av Bryan Forbes.
Filmen är baserad på Robert Louis Stevenson och Lloyd Osbournes gemensamma roman med samma namn.

## Handling
Två bröder tar till extrema medel i kampen om familjearvet.

## Rollista i urval
- John Mills - Masterman Finsbury
- Ralph Richardson - Joseph Finsbury
- Michael Caine - Michael Finsbury
- Peter Cook - Morris Finsbury
- Dudley Moore - John Finsbury
- Nanette Newman - Julia Finsbury
- Wilfrid Lawson - Peacock
- Peter Sellers - doktor Pratt
- Tony Hancock - detektiven
- Thorley Walters - advokat Patience
- John Le Mesurier - doktor Slattery
- Leonard Rossiter - Vyvyan Alistair Montague
- Marianne Stone - nuckan
- Avis Bunnage - drottning Victoria